# 티타니아양털박쥐
티타니아양털박쥐(Kerivoula titania)는 애기박쥐과에 속하는 박쥐의 일종이다. 인도차이나에 널리 분포한다.

## 특징
작은 박쥐로 전완장은 34~36mm이고, 꼬리 길이는 48~53mm이다. 귀 길이는 14~15mm, 몸무게는 최대 4.8g이다. 등 쪽의 털은 검은색 바탕에 회색빛을 띠는 반면에 배 쪽은 좀더 연한 색을 띠며 털 끝은 희끄무레하다.

## 분포 및 서식지
미얀마 동부와 태국 북부와 북동부, 라오스, 베트남, 캄보디아 북부의 13곳에서 알려져 있다. 평지와 해발 최대 1600m의 일차림과 이차림, 상록수림에서 서식한다. 강 근처와 석회암 지역에서도 발견된다.